# Giuseppe Mazzuoli (Maler)

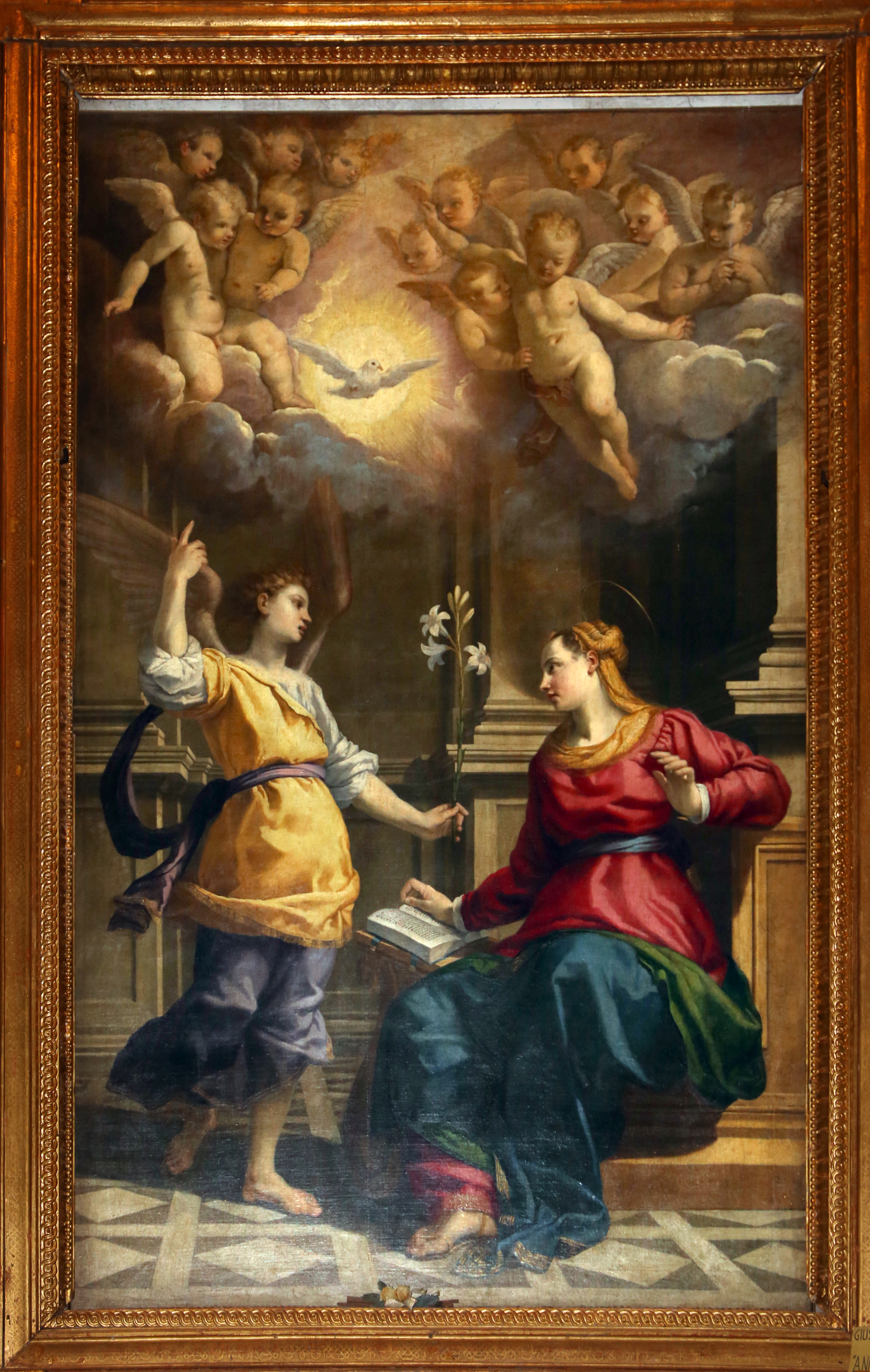
Verkündigung, Ferrara

Giuseppe Mazzuoli, genannt Bastarolo oder Bastaruolo (* ca. 1536 in Ferrara; † 9. November 1589 ebendort), war ein italienischer Maler.

## Biografie
Über seine Herkunft und Ausbildung gibt es keine Hinweise. Aus den erhaltenen Werken, die zu den letzten Phasen seiner Tätigkeit gehören, ist anzunehmen, dass er in Ferrara ausgebildet wurde. Eine Kreuzabnahme und ein Zyklus von acht Bildern, die Bastarolo zugeschrieben werden und Szenen aus dem Leben Jesu darstellen und ursprünglich an der Decke der Chiesa del Gesù angebracht waren, werden in der Pinacoteca Nazionale di Ferrara aufbewahrt. Die Kreuzabnahme zeigt die Nähe des Malers zum Manierismus. Eine Verkündigung, die auf die Zeit um 1585 zurückgeht, befindet sich noch immer in der Chiesa del Gesù. Eines der letzten Werke des Malers ist ein Altarbild aus dem Oratorium von Santa Barbara mit der Darstellung der Madonna mit Kind in der Glorie zwischen den von den Jungfrauen verehrten Heiligen Ursula und Barbara und heute im Musei Civici di Arte Antica von Ferrara aufbewahrt wird. Hier präsentiert Bastarolo ein Andachtsbild, das sich durch eine einfache und volksnahe Sprache auszeichnet..